# Colin McGinn
Colin McGinn (* 10. březen 1950) je anglický filozof. Zaobírá se především filozofií mysli. Je ústředním představitelem tzv. Nového mysterianismu (New mysterianism), který tvrdí, že není v lidských možnostech vyřešit záhadu vědomí a subjektivity, neboť lidská mysl nemůže plně odstoupit od sama sebe, aby se prozkoumala (pojem new mysterianism vymyslel roku 1991 Owen Flanagan, aby popsal právě McGinnův - a Nagelův - přístup k tématu mysli a vědomí). Mysterianismus však v McGinnově pojetí neznamená přitakání mystice či nadpřirozenu, naopak McGinn se hlásí k ateismu. Krom filozofických prací píše i prózu (The Space Trap, Bad Patches). V létě roku 2013 byl přinucen odejít z Univerzity v Miami kvůli obvinění ze sexuálního obtěžování, to když se ukázalo, že si vyměňoval s jednou studentkou korespondenci se sexuálním obsahem. Na jeho obranu se neúspěšně postavil Steven Pinker.